# 1041 (عدد)
1041 هو عدد صحيح، يلي العدد 1040 وويسبق العدد 1042.

## في الرياضيات

### خصائص
- عدد طبيعي.[3]
- عدد فردي.[4][5]
- عدد موجب،[6] السالب منه هو -1041.[7]

## في التاريخ
- 1041 هـ هي سنة في التقويم الهجري.
- هي سنة 1041 م في التقويم الميلادي.

## وصلات خارجية
الأعداد الصاتمة، ديوان اللغة العربية.